# Arcipelago verticale
L'arcipelago verticale è una teoria archeologica riguardante lo sviluppo dell'impero Inca proposta dall'archeologo John Victor Murra nel 1967.
Murra studiò vari documenti di epoca coloniale e basò la propria teoria sull'osservazione che a quei tempi gli scambi tra i membri di uno stesso gruppo etnico erano molto comuni; tali scambi non erano veri e propri scambi commerciali, quanto più uno scambi di doni tra membri della stessa famiglia, anche con significato religioso. Inoltre Murra osservò che i membri di una famiglia venivano dislocati in differenti regioni con differenti ecosistemi, cosicché i prodotti scambiati tra i membri del gruppo andavano dalla coca, mais e patate (provenienti dalle zone montagnose e dalla foresta tropicale), alla lana di alpaca, sale e carne di lama (provenienti dalla puna).
Il modello di Murra, chiamato da lui stesso "arcipelago verticale", fu verificato da ricerche successive e venne accettato come modello economico andino del passato.

## Influenza della geografia andina
L'ambiente andino è estremamente variabile su corta scala ed è fortemente influenzato dalla quota; esso può essere visto come una serie di livelli, in seguito chiamati piani ecologici, ciascuno caratterizzato da un differente ecosistema e contenente diversi tipi di risorse. A causa della conformazione del territorio andino, particolarmente ripido, i piani ecologici si trovano a quote diverse, ma relativamente vicini tra loro. Questa è una differenza notevole con altri territori meno ripidi, in cui ci potrebbero essere vaste distese di una determinata zona ecologica da attraversare prima che si possa notare un cambiamento di clima o di risorse naturali.

## Conseguenze
Una prima conseguenza è che un certo gruppo etnico, stanziato su un determinato piano ecologico, può creare molti villaggi satellite su altri piani ecologici. Tutti i villaggi rimarranno in stretto contatto tra loro in quanto le loro famiglie si muoveranno da un piano all'altro e tutte le famiglie dei villaggi satellite faranno parte della stessa etnia; grazie agli scambi commerciali tra i vari villaggi e piani ecologici, il gruppo etnico avrà accesso ad una vasta gamma di granaglie, carni, tessuti, ecc.
Consideriamo ad esempio una famiglia, presente in una zona dove si coltivano patate d'altura; il capo famiglia, manda un figlio a coltivare la coca in una zona più a valle e un altro figlio, sulla puna, a pascolare il bestiame. Il risultato, a lungo andare, è che singoli gruppi etnici formano insediamenti multipli sparsi su vari piani ecologici, a quote differenti l'uno dall'altro: un "arcipelago", come lo definì Murra, di piccoli villaggi con vasti spazi inutilizzati tra loro.
Dalle fonti di Murra appare chiaro che gli scambi avvenivano tra componenti della stessa famiglia, tuttavia egli non enfatizzò questo aspetto e focalizzò il proprio modello su una strategia comunitaria del gruppo etnico in esame.
Una società distribuita in questo modo contrasta con il concetto tradizionale di altre società, distribuite invece su un territorio compatto; una seconda conseguenza è quindi la mancanza del concetto e della necessità di un confine attorno al territorio.
Un terzo risultato è che diversi gruppi etnici possono insediarsi in zone periferiche della stessa area, cosicché differenti gruppi etnici possono venire in contatto e sovrapporsi producendo "insediamenti multietnici" nella medesima area. Una tale situazione può essere all'origine di nuovi rapporti commerciali o degenerare in reazioni ostili, in rapporto al grado di competizione nell'assicurarsi le provvigioni di cibo, terreni, acqua, o a causa di problemi politici, personali o etnici.
La coesistenza di insediamenti multietnici sulle Ande è uno dei punti di forza di questa teoria in quanto è un fenomeno non comune altrove.

## Critiche al modello
Una delle critiche a questo modello è che esso non sia affatto una novità né sia sorprendente; altri ambienti sono sfruttati in modo simile a quello andino dalle popolazioni indigene, come ad esempio sull'Himalaya o sulle isole vulcaniche polinesiane. Inoltre gli scambi commerciali all'interno di una determinata etnia sono spesso pesantemente condizionati dai gruppi familiari.

## Esempi a suffragio della teoria

### Caso 1: Chupaychu e Yacha
Murra condusse ricerche sui gruppi Chupaychu e Yacha nella zona dell'alto Marañon e nelle valli di Huallaga. Scoprì che alcune coltivazioni di coca sottostanti venivano gestite da abitanti provenienti dalle città dell'altipiano chiamati coca camayoc, o responsabili della coca. Similmente altre persone venivano mandate sulla puna per pascolare il bestiame e a Yanacachi ad estrarre sale (da dare poi alle bestie). Mentre Murra classificò le persone che vivevano negli insediamenti periferici come residenti permanenti, successive ricerche dimostrarono che alcuni di essi erano pendolari e possedevano una casa nelle città sull'altipiano. Queste persone si prendevano cura sia dei propri campi che dei campi "comuni" appartenenti a tutta la comunità, cosa che suggerisce un livello di organizzazione di stile comunitario della società.
Murra stabilì che la popolazione di Chupaychu fosse di 500-3000 persone e divise gli insediamenti appartenenti ai Chucpaychu in tre zone:
- Puna (4000 m.s.l.m.): insediamento multietnico che si dedicava al pascolo di animali e all'estrazione di sale. Si trovava a circa 3 giorni di cammino dall'insediamento principale.
- Insediamento principale (3000–3200 m.s.l.m.): insediamento monoetnico che si dedicava alla coltivazione di tuberi e mais.
- Montagna (1500 m s.l.m.): insediamento multietnico che si dedicava alla coltivazione di cotone, pepe, coca e raccolta del legname. Si trovava a 3-4 giorni di cammino dall'insediamento principale.

Murra suggerisce inoltre che ci fossero ulteriori insediamenti non ancora documentati.

### Caso 2: I regni dell'altopiano
I circa 100 000 abitanti di Lupaqa (insediamento principale localizzato sull'altipiano a circa 4000 m s.l.m.) si dedicavano alla coltivazione e al processamento del chuño (patate gelate e disidratate) e al pascolo di bestiame.
Gli insediamenti periferici, invece si trovavano a 10 giorni di marcia, erano multietnici ed erano costituiti da grandi villaggi (fino a 100 case); gli abitanti consideravano se stessi come appartenenti a Lupaqa. Oltre alle mansioni sopracitate, gli abitanti di questi insediamenti si dedicavano anche alla lavorazione della ceramica e dei metalli.
Marra dedusse che un tale tipo di insediamento allargato potesse avere luogo solo in seguito ad un periodo di pace imposto dall'alto che permettesse sicurezza nei trasporti delle merci da un insediamento all'altro, ovvero durante il periodo Inka o prima con la cultura Huari e/o Tiwanaku.
Quindi l'arcipelago virtuale in questo caso venne impostato in tempi remoti e, come fece notare Marra, fu capace di resistere alla dominazione spagnola, benché questi ultimi tentarono più volte di distruggerne l'essenza. Ciò implica, sempre secondo Marra, che il sistema fosse nato e cresciuto inizialmente senza uno stato esistente e che si sia rafforzato in seguito all'ascesa dell'impero Wari o Inka.
Nel 1996 Mary Van Buren studiò il caso della colonia di Lupaqa in Moquegua e giunse alla conclusione che l'arcipelago verticale non supportò le comunità tramite la redistribuzione dei prodotti, ma piuttosto sosteneva dei leader politici; sempre secondo Van Buren, il commercio ordinario era realmente divenuto importante per le famiglie individuali, soprattutto in seguito a cambiamenti strutturali della società.

## Uso degli Inka della verticalità
Gli Inka a loro volta usarono la dislocazione di risorse umane per colonizzare certe regioni o per controllare alcune zone di frontiera. Quando una persona diventava autosufficiente gli veniva assegnata una terra da coltivare, anche lontano dalla città natale. Una volta morta la persona, la terra tornava in possesso dell'Inka e veniva assegnata a qualcun altro.

## Conclusioni e riassunto del modello
- Ogni gruppo etnico cerca di raggiungere il controllo del massimo numero di piani ecologici.[1]
- il nucleo della popolazione era stanziata sull'altipiano, con colonie permanenti che formavano un arcipelago di "isole" fisicamente separare dal nucleo ma che mantenevano un costante contatto sociale e di scambi.
- Questi scambi non erano commercio, né transumanza, bensì erano scambi basati sulla reciprocità e sulla redistribuzione della ricchezza.
- Tutti i membri dello stesso gruppo etrnico avevano diritto allo sfruttamento di tutte le zone di appartenenza. I legami tra membri del gruppo erano rafforzati da attività cerimoniali che si svolgevano nell'insediamento principale.
- Le regioni distanti erano occupate da coloni di differente etnia: insediamenti multietnici, cosa che talvolta portava a litigi e guerre.
- Due cambiamenti occorsero quando il sistema crebbe di dimensione (specialmente sotto l'impero Inka): 1) aumentò la distanza tra le colonie e l'insediamento principale e i diritti dei coloni nell'insediamento principale si indebolirono; 2) furono aggiunti coloni con mansioni non-ecologiche, come lavorazione del metallo, della ceramica e colonie militari.